# Universidade Católica de Moçambique
A Universidade Católica de Moçambique (UCM) é uma instituição de ensino superior privada localizada em Moçambique, com sede na Beira, província de Sofala.
Fundada em 29 de março de 1993, iniciou suas atividades em 10 de agosto de 1996, capitaneada pela Conferência Moçambicana de Bispos.

## História
O idealizador de uma universidade confessional católica em Moçambique foi dom Jaime Pedro Gonçalves, arcebispo da Beira que, com o auxílio de algumas pessoas próximas, esboçou a criação de uma instituição na cidade da Beira, que seria denominada Universidade Católica da Beira.
Ao dom Jaime Gonçalves levar o projeto para apreciação na Conferência Episcopal de Moçambique (CEM), no início da década de 1990, os membros ficaram céticos quanto à viabilidade do projeto; em uma segunda oportunidade, o arcebispo levou novamente o projeto para a CEM que, após muitas discussões e bastante insistência, foi aprovado.
Numa visita eclesiástica de dom Manuel Vieira Pinto (Arcebispo de Nampula) este apresentou o projeto da universidade a dom José da Cruz Policarpo, reitor da Universidade Católica Portuguesa. Dom José Policarpo apoiou a ideia e ofereceu a sua disponibilidade para ajudar na sua implantação, nascendo ali o primeiro protocolo de cooperação. Nesta cooperação o projeto foi reformulado para uma universidade católica nacional, e não somente da Beira.
Para erguer as estruturas universitárias, houve forte negociação de dom Jaime Gonçalves para a devolução dos bens expropriados da igreja durante a revolução socialista. Para tal, a figura chave do lado do governo foi o governador da província de Sofala, Francisco de Assis Masquil. Dessa maneira conseguiu-se que os antigos Colégios dos Maristas e de Nossa Senhora das Vitórias, fossem devolvidos à igreja em 1993. As edificações estavam degradadas, sendo reabilitadas até 1995 para tal.
Em 29 de março de 1993, a CEM apresentou o projeto ao governo de Moçambique, bem como uma declaração de intenção da criação da universidade. No dia 14 de setembro de 1995, através do decreto nº 43/95, o governo de Moçambique, na pessoa do primeiro-ministro Pascoal Mucumbi, aprova a criação da Universidade Católica de Moçambique (UCM) com sede na cidade da Beira.
Após o decreto, começou a corrida para a abertura da instituição, tarefa que ficou incumbida a uma Comissão Instaladora, presidida pelo padre Francesco Ponsi e assessorada diretamente por Isabel Sofia Olazabal.
Em 10 de agosto de 1996 a UCM abre pela primeira vez as suas portas com duas faculdades: Faculdade de Economia e Gestão, na Beira, e Faculdade de Direito, em Nampula. Ainda, em 1996, foi indicado dom Jaime Pedro Gonçalves para o cargo de Magno Chanceler da UCM que ocupou até o ano 2012.

## Unidades orgânicas
As unidades orgânicas da UCM são as seguintes:
- Centro de Ensino à Distância
- Faculdade de Economia e Gestão
- Extensão de Nacala
- Faculdade de Educação e Comunicação
- Extensão do Gurúè
- Faculdade de Engenharia
- Faculdade de Agricultura
- Faculdade de Gestão de Recursos Florestas e Faunísticos
- Faculdade de Ciências de Saúde
- Faculdade de Gestão de Recursos Naturais e Mineralogia
- Faculdade de Ciências Sociais e Políticas
- Faculdade de Gestão de Turismo e Informática
- Faculdade de Direito

## Centros de investigação acadêmica
Além das faculdades, do centro de ensino e dos polos de extensão, a UCM criou centros de investigação:
- Centro de Informação Geográfica
- Centro de Investigação Agrária e Desenvolvimento Sustentável (CIADS)
- Centro de Investigação de Desenvolvimento Sustentável e Tecnológico
- Centro de Investigação de Doenças Infecciosas
- Centro de Investigação e Desenvolvimento Comunitário (CIDC)
- Centro de Investigação Konrad Adenauer (CIKA)
- Centro de Investigação Santo Agostinho
- Consultoria de Gestão e Economia Aplicada